# Hoheneich
Hoheneich è un comune austriaco di 1 383 abitanti nel distretto di Gmünd, in Bassa Austria; ha lo status di comune mercato (Marktgemeinde).